# Елина Зверева
Елина Александровна Зверева (блр. Эліна Аляксандраўна Зверава; Долгопрудни, 16. новембар 1960) је совјетска и белоруска атлетичарка специјалиста за бацање диска, петострука учесница Летњих олимпијских игара.
Елина Зверева се почела такмичити у бацању диска 1979, као репрезентативка Совјетског Савеза. На Олимпијским играма 1988. у Сеулу освојила 5. место. На Играма 1992. био јој је забрањен наступ због употребе допинга, али се вратила 1993. Године 1994. учествује на Европском првенству као репрезентативка Белорусије и осваја друго место. Од тада почиње њена успешна каријера. Освојила је златне медаље на Светским првенствима 1995. у Гетеборгу и 2001. у Едмонтону (после дисквалификације Наталије Садове, а круна успеха је било прво место на Олимпијским играма 2000. у Сиднеју.
Поред овога била је и сребрна на Светском првенству 1997. у Атини и бронзана на Олимпијским играма 1996. у Атланти.
Заслужни је мајстор спорта Белорусије 1995. године.
Лични рекорд од 71,58 метара постигнут је у Лењинграду 12. јуна 1988.

## Значајнији резултати
| Година                    | Такмичење           | Локација             | Место               | Резултат            |
| Представљајући СССР       | Представљајући СССР | Представљајући СССР  | Представљајући СССР | Представљајући СССР |
| ------------------------- | ------------------- | -------------------- | ------------------- | ------------------- |
| 1988.                     | Олимпијске игре     | Сеул, Јужна Кореја   | 5.                  | 68,94 м             |
| 1990.                     | Европско првенство  | Сплит, Југославија   | 6.                  | 63,88 м             |
| 1991.                     | Светско првенство   | Токио, Јапан         | 9.                  | 63,22 м             |
| Представљајући Белорусију |                     |                      |                     |                     |
| 1994.                     | Европско првенство  | Хелсинки, Финска     |                     | 64,46 м             |
| 1995.                     | Светско првенство   | Гетеборг, Шведска    |                     | 68.64 м             |
| 1996.                     | Олимпијске игре     | Атланта, САД         |                     | 65,64 м             |
| 1997.                     | Светско првенство   | Атина, Грчка         |                     | 65,90 м             |
| 1998.                     | Европско првенство  | Будимпешта, Мађарска | 4.                  | 65,92 м             |
| 2000.                     | Олимпијске игре     | Сиднеј, Аустралија   |                     | 68,40 м             |
| 2001.                     | Светско првенство   | Едмонтон, Канада     |                     | 67,10 м             |
| 2006.                     | Европско првенство  | Гетеборг, Шведска    | 6.                  | 61,72 м             |
| 2008.                     | Олимпијске игре     | Пекинг, Кина         | 5.                  | 60,82 м             |